# Église Saint-Pie-X de Todoque
Pour les articles homonymes, voir Église Saint-Pie-X.
L'église Saint-Pie-X était une église catholique romaine d'Espagne située sur l'île de la Palma, dans les îles Canaries. C'était la première église au monde dédiée au pape Pie X. Construite en 1964, elle est détruite le 26 septembre 2021 par une coulée de lave émise par la Cumbre Vieja lorsqu'elle traverse le village de Todoque dans la commune de Los Llanos de Aridane.
Le 10 octobre 2021, tout le village de Todoque a été détruit lorsque les derniers bâtiments ont été détruits par la coulée de lave.